# Шарло, Жан
Луи Анри Жан Шарло (фр. Jean Charlot; 8 февраля 1898, Париж — 20 марта 1979, Гонолулу) — французско-мексиканский художник-монументалист, рисовальщик, гравёр, литограф, прозаик, историк.
Один из крупнейших мастеров мексиканской живописи XX века, видный представитель движения мексиканского мурализма.

## Биография
Родился в семье владельца экспортно-импортного бизнеса, эмигрировавшего из России, хотя он был одним из тех, кто поддерживал Октябрьскую революцию. Его мать была художницей, родом из Мексики.
Обучался в Школе изящных искусств в Париже. В 1917—1920 годах служил во французской армии лейтенантом артиллерии. По окончании службы эмигрировал в Мексику, где провёл бо́льшую часть своей жизни, живя и работая в Мехико.
Вместе с Сикейросом, Хосе Ороско и Диего Риверой оказался в русле формирующегося под покровительством тогдашнего министра образования Хосе Васконселоса широкого движения художников-монументалистов.
В 1926 Шарло стал художником археологической экспедиции под руководством Сильвануса Морли, изучавшей Чичен-Ицу. В 1929 г. приехал в США, где преподавал в Лиге изучающих искусство в Нью-Йорке, в Центре изящных искусств Колорадо-Спрингс, в различных колледжах и университетах.
В 1949 г. стал профессором Гавайского университета в Маноа.
Одновременно с монументальными росписями Шарло активно занимался графикой, был одарённым писателем и историком. Его литературное наследие включает более 65 книг и статей.
Его опыт, знание истории искусства и различных живописных техник, способность математически точно воспринимать архитектурные формы и, наконец, знакомство с революционными для того времени экспериментами кубистов предопределили сильное влияние Шарло на формирование местного стиля, в равной степени современного и традиционного.

## Творчество
Создал проекты почти 40 настенных росписей; наиболее удачные из них украшают стены университета Джорджии, церковь св. Бригитты в Нью-Йорке, колледж св. Марии, Университет Нотр-Дам и университет Сиракуз, а также университет штата Гавайи.
Заслуги художника были отмечены двухлетней стипендией фонда Гуггенхейма (1945—1947) и почётными грамотами Гринельского колледжа и колледжа св. Марии.

## Избранные публикации
- Искусство от майя до Диснея (1939),
- Художественные ремесла от Мексики до Китая (1950)
- Пляска смерти (1951).